# Vojka nad Dunajom
Vojka nad Dunajom,  ungarisch Vajka (bis 1927 slowakisch „Vajka“; ungarisch 1940 bis 1948 Vajkakeszölce) ist eine Gemeinde im westslowakischen Kraj Trnava. 

## Geographie

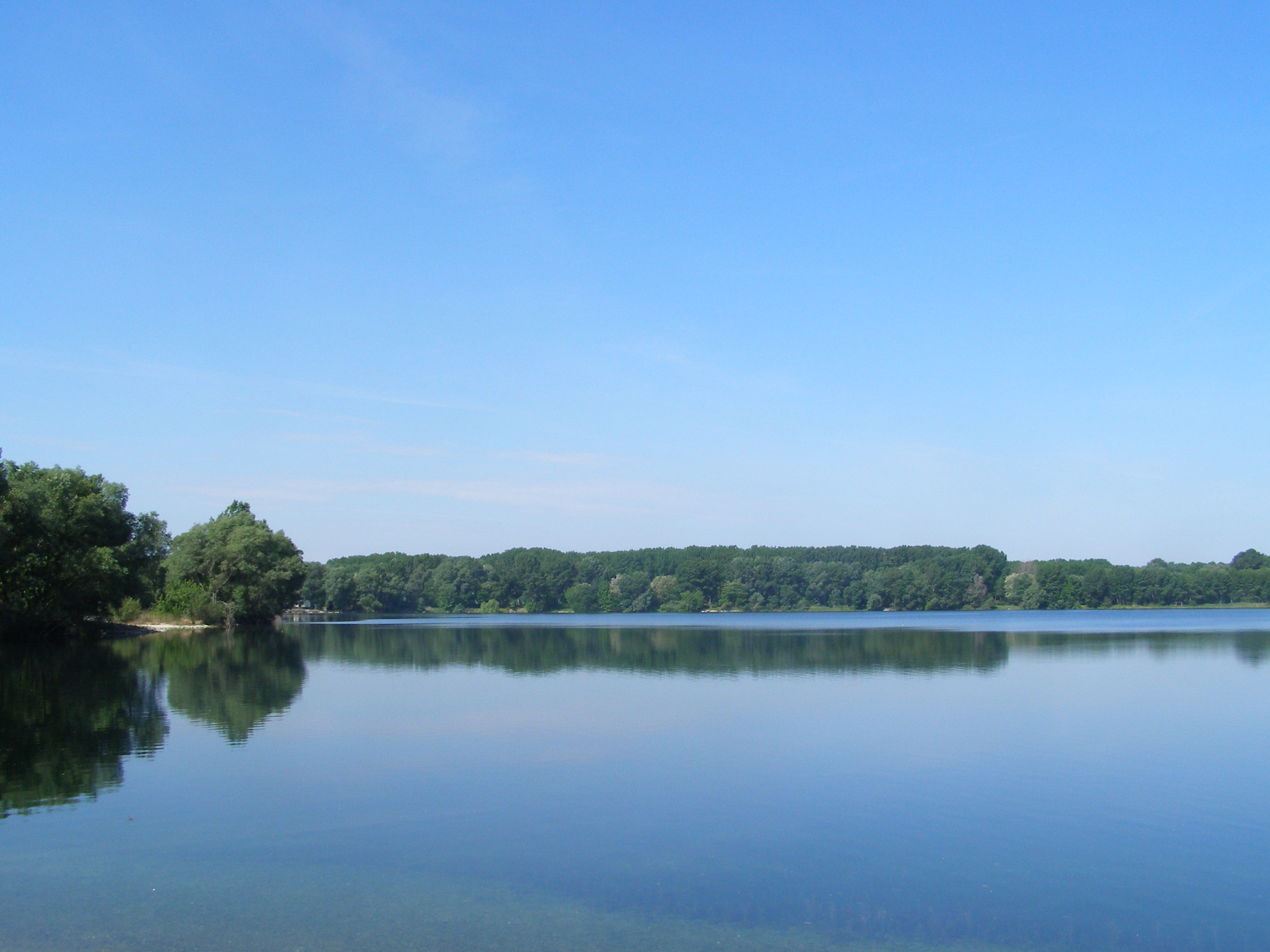
Ein See beim Ort

Sie liegt im Donautiefland auf der Kleinen Schüttinsel zwischen dem alten Arm der Donau (Grenze zu Ungarn) und dem Donaukanal (Teil des Wasserkraftwerks Gabčíkovo), 20 km von Dunajská Streda und 33 km von Bratislava entfernt.

## Geschichte
Die erste schriftliche Erwähnung erfolgte 1186 (oder 1254/55) als Voyka.
Bis 1918 gehörte der Ort im Komitat Pressburg zum Königreich Ungarn und kam dann zur neu entstandenen Tschechoslowakei. Durch den Ersten Wiener Schiedsspruch kam die Gemeinde von 1938 bis 1945 kurzzeitig wieder zu Ungarn, seit 1945 ist sie ein Teil der heutigen Slowakei.
Von 1940 bis 1988 gehörte das Dorf Kyselica zur Gemeinde, auf Grund des Zusammenschlusses 1940 unter ungarischer Herrschaft trug der Ort bis 1948 den Namen Vajkakeszölce.
Im Ort gibt es eine Kirche des Hl. Michael aus dem 18. Jahrhundert.

## Bevölkerung
| Jahr                | 1994 | 2004     | 2014    | 2024    |
| ------------------- | ---- | -------- | ------- | ------- |
| Anzahl der Personen | 471  | 421      | 453     | 446     |
| Unterschied         |      | −10,61 % | +7,60 % | −1,54 % |

| Jahr                | 2023 | 2024    |
| ------------------- | ---- | ------- |
| Anzahl der Personen | 441  | 446     |
| Unterschied         |      | +1,13 % |